# Spirolabia
Spirolabia är ett släkte av tvestjärtar. Spirolabia ingår i familjen Labiidae.
Kladogram enligt Catalogue of Life:
| Spirolabia | \| \| Spirolabia dubronyi \| \| \| \| \| \| Spirolabia pilicornis \| \| \| \| |
|            | \| \| Spirolabia dubronyi \| \| \| \| \| \| Spirolabia pilicornis \| \| \| \| |
|            | Irdex                                                                         |
|            |                                                                               |
|            | Labia                                                                         |
|            |                                                                               |
|            | Marava                                                                        |
|            |                                                                               |
|            | Paralabella                                                                   |
|            |                                                                               |
|            | Sphingolabis                                                                  |
|            |                                                                               |
|            | Spongiphora                                                                   |
|            |                                                                               |
|            | Vostox                                                                        |
|            |                                                                               |
|            | Spirolabia dubronyi                                                           |
|            |                                                                               |
|            | Spirolabia pilicornis                                                         |
|            |                                                                               |

|  | Spirolabia dubronyi   |
|  |                       |
|  | Spirolabia pilicornis |
|  |                       |